# Az Öröm háza (film, 2000)
Az Öröm háza (eredeti címe: The House of Mirth) egy 2000-ben bemutatott filmdráma német, brit és amerikai kooprodukcióban, amelyet Terence Davies írt és rendezett. A forgatókönyvet Edith Wharton A vigasság háza című regénye alapján készítették. A produkció főszerepében Gillian Anderson. 
A film premierjét Svájcban mutatták be 2000. augusztus 5-én a Locarnói Filmfesztiválon. A magyar vetítésre október 6-án került sor a Titanic International Filmpresence Filmfesztiválon. A produkciót két BAFTA-díjra jelölték legjobb brit film és legjobb jelmez kategóriában az 54. BAFTA-gálán.

## Cselekmény
Lily Bart egy gyönyörű társaságbeli hölgy, aki hozzászokott a kényelemhez és a luxushoz. Fiatalabb unokatestvérével, Grace Stepneyvel együtt gazdag nagynénjénél, Julia Penistonnál él. Lily őszintén csodálja Lawrence Selden ügyvédet, de a férfi túl szegény ahhoz, hogy komolyan fontolóra vegye a házasságot. Választási lehetőségei a durva, közönséges Simon Rosedale-re, egy feltörekvő pénzemberre és a gazdag, de unalmas Percy Gryce-re korlátozódnak. Lily barátnője, Judy Trenor arra biztatja, hogy Gryce-t válassza. 
Lily egy vidéki hétvége során hosszú sétát tesz Seldennel, és ártatlanul megcsókolják egymást. Gryce, akivel Lily két találkozót is lemondott, hirtelen távozik. A jövőjét féltve a levert Lily kiönti gondjait Judy férjének, Gus Trenornak. A férfi elhiteti vele, hogy befektetésekkel segít neki pénzt keresni. Később Lily megvásárolja Bertha Dorset botrányos leveleit, amelyekből kiderül, hogy Selden a szeretője volt. Lily megbántódik, de titokban tartja a leveleket.
Egy esküvőn Lily egy 5000 dolláros csekket kap Gus Trenortól, aki azt állítja, hogy további 4000 dollárt fektetett be. Később meghívja Lilyt az operába, ahol a rosszalló nagynénje és Lawrence Selden meglátja, amint Trenorral és Rosedale-lel együtt ül. Trenor ráveszi a lányt, hogy hagyja el az operát, és kísérje el a házába, ahol megpróbálja megcsókolni. Amikor Lily hazaérkezik, a nagynénje nem hajlandó kölcsönadni neki a pénzt, hogy visszafizesse a Trenortól kapott 9000 dollárt. Lily tanácsért fordul unokatestvéréhez, de Grace féltékenységből rossz tanácsot ad neki.
Miközben Lily abban reménykedik, hogy Selden jelentkezik, Rosedale meglátogatja. Vagyona felszabadíthatná Lilyt, ő azonban udvariasan visszautasítja a hízelgő, de hidegvérű ajánlatot. Bertha Dorset meghívja Lilyt a jachtjára egy európai hajóútra. Lily elfogadja, kétségbeesetten menekülve a New York-i adósságok, suttogások és kritikák elől.
Monte-Carlóban Carry Fisher asszony találkozik Seldennel, aki Londonból érkezett. Mindketten aggódnak Lily miatt, aki a Dorseték jachtján utazik. Lily és George Dorset a fedélzeten beszélgetnek, miközben egy fiatalember francia verseket olvas Berthának. Aznap este a parton Lily és George hiába keresik őket. Másnap reggel George gyanakodva bemegy Lily kabinjába, hogy tud a felesége viszonyáról. Bár Lily hazudik Bertháért, mikor a nő visszatér, azzal vádolja meg, hogy összefeküdt a férjével, amíg ő távol maradt. 
New Yorkba visszatérve Dorseték házassága még mindig feszült, és Lily nagynénje meghal. Lily a hatalmas vagyonának csak egy töredékét kapja meg, a nagy részét unokatestvére, Grace örökli. A hajléktalan és sodródó Lily meghívást kap Carry Fishertől, hogy a nyárra maradjon nála és Gormeréknél. Carry úgy véli, Lily két férjjelöltje George Dorset és Simon Rosedale. George még mindig Bertha hűtlenségéről akarja tudni az igazat, de Lily továbbra is tagad. Simon Rosedale tudomást szerez Bertha botrányos leveleiről, és azt tanácsolja Lilynek, hogy használja fel azokat, hogy kényszerítse Berthát társadalmi rangjának helyreállítására. A férfi felajánlja Lilynek, hogy feleségül veszi, amint kibékül Berthával, de Lily visszautasítja.
Lily Mrs. Hatch titkáraként kezd el dolgozni. Selden összeveszik Lily-vel, hogy a saját rangjának árt ezzel, de a nőnek szüksége van a pénzre. Lily elmegy a gyógyszertárba Mrs. Hatch laudanum altatójáért, és maga is elkezdi szedni. Miután Mrs. Hatch társaságbeli lesz, rájön, hogy Lily hírneve terhet jelent, ezért kirúgja őt. Lily munkát kap egy varrónőnél, de növekvő függősége munkája minőségének rovására megy, ezért kirúgják. Lily felkeresi unokatestvérét, Grace-t kölcsönért, de elutasítják.
Lily fel akarja keresni Berthát, hogy szembesítse a levelekkel, de Dorseték elhagyták a várost. A nő elmegy Seldenhez, és bedobja a leveleket a férfi meggyújtott kandallójába. Lily öröksége végre megérkezik, így rendezheti az adósságait, majd halálos adag laudánumot vesz be. Selden megtalálja a részben elégett leveleket a kandallójában, és megérezve a lány szándékait, Selden a lány panziójába siet. Ott, a nő halálos ágyánál, a kezét fogva sírva vallja be szerelmét.

## Szereplők
| Szerep                             | Színész            | Magyar hangja |
| ---------------------------------- | ------------------ | ------------- |
| Lily Bart                          | Gillian Anderson   | Náray Erika   |
| Augustus "Gus" Trenor              | Dan Aykroyd        | Csuja Imre    |
| Mrs Julia Peniston, Lily nagynénje | Eleanor Bron       | Kassai Ilona  |
| George Dorset                      | Terry Kinney       | Oberfrank Pál |
| Sim Rosedale                       | Anthony LaPaglia   | Jakab Csaba   |
| Bertha Dorset                      | Laura Linney       | Kocsis Judit  |
| Grace Julia Stepney                | Jodhi May          | Kiss Virág    |
| Mrs Carry Fisher                   | Elizabeth McGovern | Csere Ágnes   |
| Lawrence Selden                    | Eric Stoltz        | Juhász György |
| Judy Trenor                        | Penny Downie       | n.a           |

## Fogadtatás
A filmet jól fogadták a kritikusok. A Rotten Tomatoeson 82%-os minősítést kapott 101 értékelés alapján, az összefoglaló szerint: „Annak ellenére, hogy Az Öröm háza egy korabeli darab, a társadalmi kegyetlenség ábrázolása még ma is borzongató és aktuális.” Sara Wildberger a Miami Heraldtól azt írta: „Olyan hátborzongatóan korabeli visszhangja van, hogy az ember szinte elfelejti a lovakat, a fűzőket és a lámpafényt.” Peter Travers a Rolling Stone-tól azt írta: „Davies megdöbbentő intimitású és érzelmi erejű elbeszélői tisztaságot ér el.” Michael O'Sullivan a Washington Posttól azt írta: „Anderson nagyszerű alakítást nyújt egy olyan nő szerepében, aki úgy került a végsőkig, hogy nem tudja, hogyan jutott oda.”
A MetaCritic 78 pontot adott a 100-ból 30 vélemény alapján. Lisa Schwarzbaum az Entertainment Weeklytől azt írta: „Ez a lenyűgöző film - az év egyik legjobbja - egy sokat olvasott amerikai klasszikust tesz újjá és frissen pusztítóvá.” Stephen Holden a New York Timestól azt írta: „Szinte önmaga ellenére Az Öröm háza erőteljes, sőt néha megható.” Kevin Thomas a Los Angeles Timestól azt írta: „Mindenekelőtt kifejezi Lily Bart sorsának időtlen hatását.”
A Box Office Mojo szerint 5,1 millió dolláros bevételt ért el, a költségvetésről nincs adat.

## Fontosabb díjak és jelölések
- 54. BAFTA-gála: Legjobb brit film (jelölés)
- 54. BAFTA-gála: Legjobb jelmez (jelölés)